# Chugach State Park
Der Chugach State Park ist ein in den westlichen Ausläufern der Chugach Mountains östlich von Anchorage gelegener State Park im US-Bundesstaat Alaska.
Der Park wurde 1970 gegründet und ist mit einer Fläche von 2004 km² der drittgrößte State Park der Vereinigten Staaten. Benannt ist der Park nach den „Chugach“, einer Gruppe pazifischer Eskimos, die im Prince William Sound lebten. Während des Goldrauschs am Klondike River verlief eine Versorgungsroute von Seward nach Norden durch den Park. Höchster Punkt im Schutzgebiet ist der 2440 m hohe Bashful Peak.
Der Chugach State Park ist ein beliebtes Ausflugsziel mit 28 gekennzeichneten Wanderwegen und drei Campingplätzen. Das von einer gemeinnützigen Gesellschaft in Kooperation mit der Parkverwaltung betriebene Eagle River Nature Center im Park bietet Informationen zu Natur und Alaska.
Der Seward Highway von Anchorage nach Seward verläuft entlang des Turnagain Arms am Südrand des Chugach State Parks und ist in diesem Bereich als National Scenic Byway gelistet und als „All-American Road“ ausgewiesen.

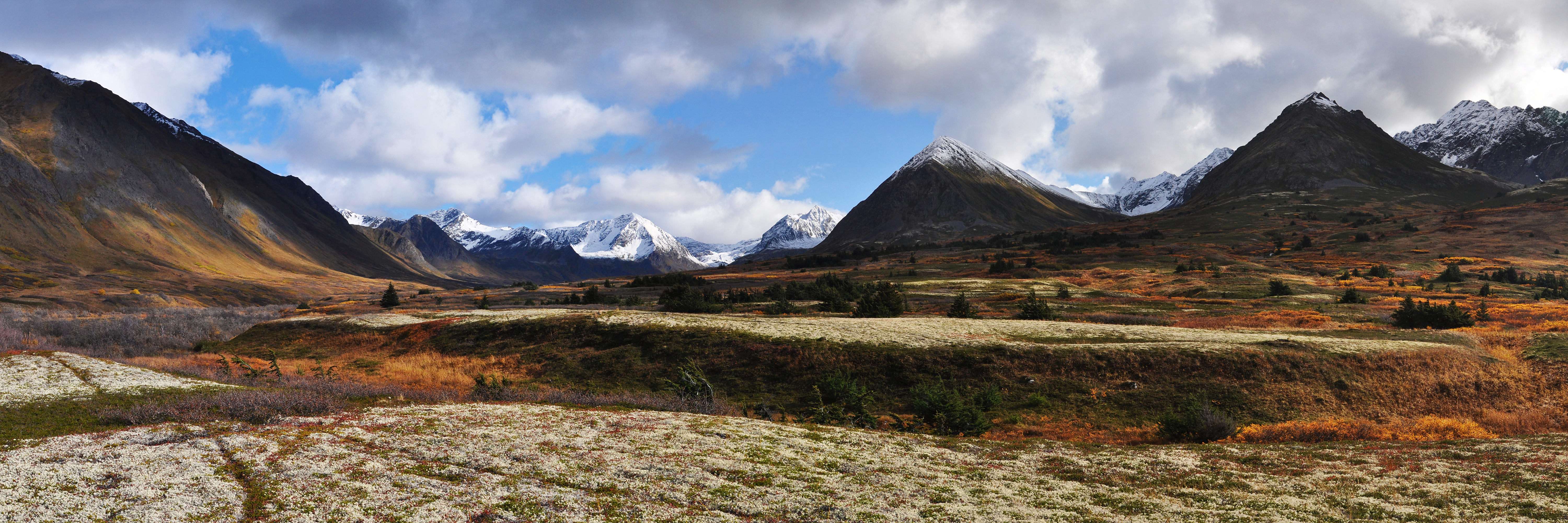
Upper East Fork Ship Creek im Chugach State Park
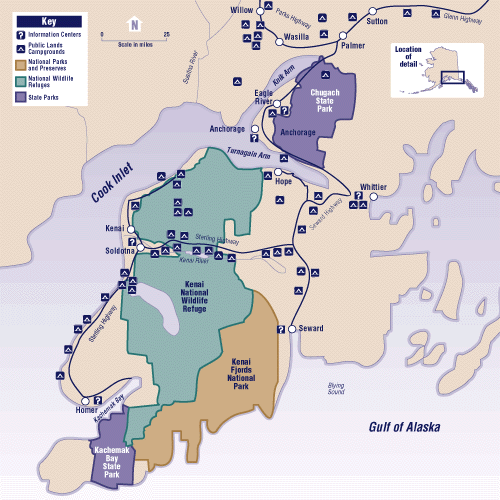
Chugach State Park nördlich des Turnagain Arms